# 胡永順
胡永順（?—1629年），字助之，湖廣常德府武陵縣民籍。
万历四十四年（1616年）丙辰科进士，由太平府推官迁兵科给事中，直言敢谏。天启中魏忠贤当道，永顺劾其为城狐社鼠，因称病归。天启五年十一月，南戶部福建司員外郎胡芳桂疏參給事中胡永順、御史陸師贄、易應昌、房可壯、池州府通判歐騰霄以前任池州知府為永順等所誣陷，且言永順、師贄同為東林之羽翼，楊漣之密友。得旨：永順等俱削職為民，追奪誥命。崇禎元年三月，起補禮科給事中，九月升工科右給事中，再升礼科都给事中，旋卒。

## 引用
1. ↑  《萬曆四十四年丙辰科進士序齒録》